# Alexandre Ribot
Alexandre-Félix-Joseph Ribot (ur. 7 lutego 1842, zm. 13 stycznia 1923), francuski polityk, czterokrotny premier rządu francuskiego.